# Michiel II Coignet
Michiel II Coignet (Antwerpen 1618 - aldaar ca. 1663) was een Zuid-Nederlands kunstschilder uit de zeventiende eeuw. Michiel II Coignet was gespecialiseerd in het maken van schilderijtjes voor kunstkasten.

## Biografie
Michiel II Coignet was de zoon van Michiel Coignet (1549 - 1623), hofwiskundige van de aartshertogen, en zijn tweede vrouw Magdalena Marinus (? - 1663). Michiel II werd schilder, een beroep dat in de familie Coignet wel meer voorkwam, maar hij wordt in de Liggeren van de St-Lucasgilde ook vermeld als wijnmeester. Hij huwde met Maria Salet. Bij haar had hij vermoedelijk zes kinderen, Michiel III, Maria en Cornelis en drie niet nader genoemde kinderen. Hij werd in 1641, als meesterszoon, meester van de St-Lucasgilde. Michiel II stierf in 1663.
Tot voor kort waren slechts enkele gesigneerde doeken van hem bekend, m.n. Het joodse volk in de woestijn en vier schilderijen over de verloren zoon die tot de collectie van Lamport Hall behoren. Hij lijkt zeer actief te zijn geweest in het schilderen van platen voor kunstkasten, waarvoor hij diverse opdrachten van de kunsthandelaar Forchondt kreeg. Onderwerpen van zulke platen waren bijvoorbeeld heiligen. Zo is het bekend dat Michiel platen maakte van Sint-Franciscus en Sint-Antonius van Padua. Daarnaast retoucheerde hij soms ook wel een schilderijtje.
Ondanks het feit dat hij vele van dit soort werkjes moet hebben gemaakt, zijn er geen kunstkasten met gesigneerde schilderijen bekend. Op basis van enkele stijlkenmerken komt R. Fabri tot de conclusie dat de schilderijtjes van een kunstkast in het Rockoxhuis misschien aan Michiel II kunnen worden toegeschreven. Dezelfde stijlkenmerken komen voor op een cantoor in de collectie van Ch. van Zuylen, bewaard op het kasteel van Aigremont, en een kunstkast uit de collectie van J. Zeberg Antiques (Antwerpen) , zodat deze waarschijnlijk ook aan Michiel II kunnen worden toegeschreven.

## Iconografie
Werken van Michiel II of toegeschreven aan Michiel II
- Kunstkast met liefdesscènes, Forchondt-atelier en Michiel Coignet, na 1642, J. Zeberg Antiques, Antwerpen.
- Kunstkast, Forchondt atelier en Michiel Coignet, Rockoxhuis, Antwerpen.
- Kunstkast, collectie Ch. van Zuylen, kasteel Aigremont.
- De Verloren Zoon, 4 schilderijen, Lamport Hall, Lamport, Nothinghamshire.
- Venus and Adonis, olieverf op metaal, 17,2 x 22,9 cm, Sotheby's, New York, 1 februari 1977.
- Het joodse volk in de woestijn, olieverf op doek, 60 x 80 cm, Kunsthaus am Museum, Keulen,16 juni 1978.
- Stilleven met fles, olieverf op doek, 50 x 40 cm, Campo & Campo nr.3, Antwerpen, 25-27 mei 1993.
- Didon et Enée, 1658, paneel, 53 x 75 cm, Etude Daussy de Ricoles, Paris, 5 april 1995.
- A Landscape with Christ on the Way to Emmaus with a Farmer sowing seeds near a Mansion on a river, olieverf op koper, 50,8 x 66 cm, Christie's, London, 6 juli 1995.
- Der Auszug aus der Arche Noah, olieverf op koper, 27 x 35 cm, ook toegeschreven aan Isaak van Oosten, Dorotheum, Wien 17 oktober 1995.
- Noah's ark, olieverf op doek, 108 x 160 cm, ook toegeschreven aan de kring rond Frederik Bouttats, Bonhams, London, 4 juli 1996.
- Noah's Ark, paneel, 64 x 90 cm, gesign. myfell ***, Sotheby's, London, 11 december 1996.
- Orphée charmant les animaux & L'arche de Noé, paar, olieverf op koper, 25 x 35 cm, ook toegeschreven aan Lambert de Hondt, Tajan, HG V, Paris, 9 december 1996.
- Archangel Raphael speaking at the wedding meal of Sarah and Tobias and Tobias' taking leave of his father, oil on panel, 25.5 x 63 cm, Dorotheum, 21 maart 2002.
- Le festin de Balthazar, olieverf op koper, 21,5 x 23,5 cm, Vente Piasa, 22 Juni 2007.

## Voetnoten
1. ↑  SAA (Stadsarchief Antwerpen) PR43/1 C36, PR48, f175r, St-Jacobskerk 27-7-1618.
2. ↑  SAA WK983, f165 ff, waarin de kinderen van wijlen Michiel Coignet vermeld worden.
3. ↑  Over Michiel Coignet zie Ad Meskens (1998).
4. ↑  Zie ook Gillis Coignet
5. ↑  P. Rombouts & T. van Lerius(1874) II, p.117.
6. ↑  Een wijnmeester, of meester door patrimonium, verkreeg de meesterstatus in een gilde als erfenis van een ouder die al meester in het gilde was, in plaats van door het gebruikelijke proces van opleiding en het tonen van vaardigheden via een meesterwerk.
7. ↑  SAA N2429,f315, dd.13-11-1640
8. ↑  SAA PR43/1 36; PR50, f65, St-Jacobskerk: 2-9-1641.
9. ↑  SAA N3403, dd. 8 februari 1657; SAA WK1754
10. ↑  SAA WK1754.
11. ↑  P. Rombouts & T. van Lerius (1874) II, p.117.
12. ↑  R. Fabri(1993), p.108. Zie ook Rubenianum fototheek V17 Cognget.
13. ↑  Documentatie Witt Library London.
14. ↑  R. Fabri(1993), p.87-88. Een kunstkast is een meubel waarin o.a. schilderijtjes zijn ingewerkt, of waarvan de afwerking zodanig is dat het ook een echt pronkstuk wordt. Voor een uitgebreide bespreking zie R. Fabri(1991).
15. ↑  J Denucé (1930), p.37 en p.52.
16. ↑  . R. Fabri(1993), p.86-87.
17. ↑  R. Fabri(1993), p.107-108 en R. Fabri in J. van der Stock (1993), p.345.

- Biografisch Portaal: 84319373
- Gemeinsame Normdatei: 122145127
- RKD-Nederlands Instituut voor Kunstgeschiedenis: 17941
- Virtual International Authority File: 10720782
- WorldCat: E39PBJhRGYFFhQxFRvdXfxqhHC